# Простые вещи (фильм)
«Простые вещи» — художественный фильм режиссёра Алексея Попогребского.

## Сюжет
У Сергея Маслова, врача-анестезиолога в петербургской больнице, неудачно проходит операция, с медсестрой Ксюшей возникают осложнения внеслужебного рода, его лишают прав. Дочка сбегает с кем-то из дома, жена заявляет, что беременна и твёрдо намерена рожать, хотя они живут в коммуналке.
Сергею предлагают за хорошие деньги делать обезболивающие уколы на дому Владимиру Журавлёву, старому актёру, когда-то любимому народом, а ныне почти забытому. Журавлёв — старик, на первый взгляд, вздорный и капризный, но с Сергеем у них складываются доверительные отношения. Журавлёв, в один из приходов Маслова, настойчиво предлагает ему посмотреть фильм, в котором он сыграл глубокую и малопонятную массам роль. Придя в Дом кино, Маслов обнаруживает, что показ отменён и решает не расстраивать Журавлёва, проведя время сеанса со своим старым другом-врачом. В баре Маслов видит свою дочь и двух парней, один из которых является тем самым парнем, с которым она сбежала из дома. Он в ярости устраивает им скандал, но один из парней избивает Маслова. После этого он, морально подавленный и опустошённый, приходит к Журавлёву с большим опозданием и рассказывает про свои жизненные проблемы. Журавлёв заявляет, что все его проблемы — это «простые вещи», и если решить их мешают только деньги, то он отдаст в дар не подписанный оригинал художника Репина, который висит у него на стене. Журавлёв уверяет, что любой эксперт сразу же определит искусность работы, и денег за продажу хватит для новой квартиры. Однако он ставит условие, что если Сергей захочет забрать картину, то должен сделать ему перед этим укол для эвтаназии. Маслова это условие категорически не устраивает и он уходит от Журавлёва.
Отношения Сергея с женой из-за будущего ребёнка доходят до точки кипения, и она отказывается продолжать спать с ним в одной постели. Маслов решает выполнить условие Журавлёва. На следующий день он приходит к актёру и делает ему укол. Забрав картину, Маслов отдаёт её на оценку и узнаёт, что максимальная стоимость неподписанной картины составляет 500 долларов. Не поверив словам эксперта, Маслов устраивает дебош. Приехавшие на вызов следователи не верят, что картину ему подарили и приезжают по адресу Журавлёва. Актёр оказывается живым, так как Сергей дал ему дозу снотворного. Журавлёв доказывает, что картину он собирался подарить. Следователи уходят, оставив Сергея и Журавлёва одних. Актёр недоволен тем, что Сергей не выполнил условие и фактически украл картину, пока он спал. Снова сорвавшийся Маслов сообщает Журавлёву, что у него серьёзная опухоль в голове и он скоро и так умрёт. Чувствуя вину за сказанное, он возвращается к актёру и вместе они выпивают и курят. Журавлёв сообщает, что и так знал о своей опухоли. Они примиряются. Картина их обоих больше не интересует.
Напившись в баре, Маслов снова замечает за окном свою дочь, после чего выбегает к ней на улицу. Его сбивает машина. Очнувшись в неизвестной квартире, он знакомится с парнем своей дочери — Петром. Смягчившись, он позволяет своей дочери спокойно жить вместе с Петром. К тому же, у них тоже ожидается ребёнок. Спустя время Сергей и Пётр ждут своих беременных женщин на детской площадке.

## В ролях
| Актёр                     | Роль            |
| ------------------------- | --------------- |
| Сергей Пускепалис         | Сергей Маслов   |
| Леонид Броневой           | Журавлёв        |
| Светлана Камынина         | Катя            |
| Динара Кутуева            | Лена            |
| Иван Осипов               | Пётр            |
| Малхаз Жвания             | кавказец        |
| Иван Шведов               | Васин           |
| Луиза Маркова             | Ксюша           |
| Любовь Макеева            | Рита            |
| Геннадий Богачёв          | Псарёв          |
| Дмитрий Быковский-Ромашов | менеджер        |
| Сергей Степин             | Павел           |
| Александр Безруков        | антиквар        |
| Цырендари Самбуева        | оранжевый жилет |
| Константин Воробьёв       | больной         |
| Ольга Самошина            | жена больного   |
| Михаил Колодяжный         | Михаил          |

## Награды
- 2007 — Гран-при фестиваля «Кинотавр».
- 2007 — Алексей Попогребский — приз за лучшую режиссуру фестиваля «Кинотавр».
- 2007 — Сергей Пускепалис — приз за лучшую мужскую роль фестиваля «Кинотавр».
- 2007 — Алексей Попогребский — приз Международной федерации кинопрессы на Международном кинофестивале в Карловых Варах.
- 2007 — Алексей Попогребский — приз Экуменического жюри на Международном кинофестивале в Карловых Варах.
- 2008 — Леонид Броневой — Премия «Ника» за лучшую мужскую роль второго плана